# Zabójcza perfekcja
Zabójcza perfekcja – amerykański thriller SF z 1995 roku.

## Główne role
- Denzel Washington – porucznik Parker Barnes
- Kelly Lynch – Madison Carter
- Russell Crowe – SID 6.7
- Stephen Spinella – Lindenmeyer
- William Forsythe – William Cochran
- Louise Fletcher – Elizabeth Deane
- William Fichtner – Wallace
- Costas Mandylor – John Donovan
- Kevin J. O’Connor – Clyde Reilly
- Kaley Cuoco – Karin
- Christopher Murray – Matthew Grimes